# Кашуба, Витаутас
Витаутас Кашуба (лит. Vytautas Kašuba, настоящая фамилия лит. Košubà; 15 августа 1915, Минск — 14 апреля 1997, Нью-Йорк) — литовский скульптор, лауреат Национальной премии Литвы по культуре и искусству (1993); почётный доктор Вильнюсской художественной академии (1994).

## Биография
Родился в Минске, где во время Первой мировой войны оказались его родители. По возвращении в Литву семья некоторое время жила в Людинавасе, позднее обосновалась в Мариямполе, где и прошло детство будущего скульптора. Учился в Мариямпольской гимназии, затем перешёл в Мариямпольскую ремесленную школу и закончил в 1934 году класс резьбы по дереву. Год спустя, поработав в мастерской скульптора Юозаса Зикараса, поступил в Каунасскую художественную школу. Окончил её в 1939 году.
С 1937 года участвовал в выставках. На Всемирной выставке в Париже (1937) был награждён золотой и серебряной медалями за деревянные скульптуры. Работы Кашубы были представлены также на Всемирной выставке в Нью-Йорке в 1939 и в 1964 годах.
В 1941—1943 годах преподавал в студии декоративной скульптуры Каунасского института прикладного искусства, был её заведующим. В 1944 году с приближением к Литве советских войск эмигрировал в Германию. В 1947 году переселился в Соединённые Штаты. До 1961 года работал в мебельной мастерской в Нью-Йорке. 

## Творчество
В конце 1930-х годов создал монументальные скульптуры — фигуру Витовта Великого для Всемирной выставке в Нью-Йорке и обелиск «Кони Перкунаса» в Вильямполе, посвящённый завершению Жемайтийского шоссе (обе работы 1939 года). Во время Второй мировой войны создавал камерные скульптуры и рельефы («Освобождение заключённых», 1942). С 1952 года в основном работал над скульптурами религиозной тематики из дерева, камня, бронзы: «Мадонна с младенцем» в монастыре сестёр Непорочного зачатия в Патнаме (1954), рельефы «Литовская мадонна» в церкви Рождества Пресвятой Девы Марии в Чикаго (1955), «Распятие» в церкви Непорочного зачатия в Ист-Сент-Луисе (1956), «Крестный путь» в монастыре Святого Бонавентуры в Сент-Бонавентуре, штат Нью-Йорк (1960), в церкви Святого Августина в Норт-Брэнфорде, штат Коннектикут (1962), в церкви Святого Иакова в Кармеле, штат Нью-Йорк и церкви Святого Фомы в Рочестере, штат Нью-Йорк (1963). 
С 1964 года создавал произведения из свинца: рельефы для павильона Ватикана на Всемирной выставке в Нью-Йорке (1964) и «Святой Бонавентура» для Университета Святого Бонавентуры в Сент-Бонавентуре (1965), «Распятие» в церкви Святой Елизаветы в Денвере (1968), цикл медалей с изображением великих князей литовских (1976). В 1970-х годах работал над камерными скульптурами, преимущественно женскими портретами и актами, из гипса и камня. 
В 1980-х годах создал рельефы «Странствие бытия» (1984—1987), «День за днём» (1984—1988).
В Литве установлены увеличенная копия скульптуры 1954 года «Безрукая» в Парке Европы (1966), Памятник Литве в Друскининкай (1995), памятник Гедимину в Вильнюсе (1996; скульптор исполнитель Миндаугас Шнипас).
Для произведений Витаутаса Кашубы характерны обобщённые формы и стилизация. 
Произведения хранятся в музеях Литвы (Литовскому художественному музею скульптор подарил более 250 работ) и Соединённых Штатов.

## Награды и звания
- Национальная премия Литвы по культуре и искусству (1993)
- Командорский крест Ордена Великого князя Литовского Гядиминаса (1994)